# Cassidy (Name)
Cassidy ist ein von einem Vornamen abgeleiteter, im englischen Sprachraum gebräuchlicher Familienname sowie ein vom Familiennamen abgeleiteter männlicher und weiblicher Vorname im modernen Englisch.

## Herkunft und Bedeutung
Der Familienname Cassidy ist die anglisierte Form des irischen Ó Caiside mit der Bedeutung „Abkömmling des Caiside“. Caiside seinerseits ist ein altirischer männlicher Vorname mit der Bedeutung „kraushaarig, lockig“. Von dem Familiennamen ist nachrangig wiederum der moderne männliche und weibliche englische Vorname Cassidy abgeleitet.

## Namensträger

### Familienname
- Bill Cassidy (* 1957), US-amerikanischer Politiker
- Bruce Cassidy (* 1965), kanadischer Eishockeyspieler und -trainer
- Butch Cassidy (1866–1908?), US-amerikanischer Gesetzloser
- Christopher Cassidy (* 1970), US-amerikanischer Astronaut
- David Cassidy (1950–2017), US-amerikanischer Schauspieler und Sänger
- David Cassidy (Snookerspieler), irischer Snookerspieler
- David C. Cassidy (* 1945), US-amerikanischer Wissenschaftshistoriker
- Donie Cassidy (* 1945), irischer Politiker
- Ed Cassidy (1923–2012), US-amerikanischer Jazz- und Rock-Schlagzeuger
- Edward Idris Cassidy (1924–2021), australischer Geistlicher, Kurienkardinal der römisch-katholischen Kirche
- Elaine Cassidy (* 1979), irische Schauspielerin
- Eva Cassidy (1963–1996), US-amerikanische Sängerin
- Francis Cassidy (1827–1873), kanadischer Politiker

- George Henry Cassidy (1942–2024), britischer Theologe und ehemaliger Bischof der Anglikanischen Kirche
- George Williams Cassidy (1836–1892), US-amerikanischer Politiker
- Jack Cassidy (1927–1976), US-amerikanischer Schauspieler und Sänger
- James Edwin Cassidy (1869–1951), US-amerikanischer Geistlicher, Bischof von Fall River
- James H. Cassidy (1869–1926), US-amerikanischer Politiker
- Jay Cassidy (* 1949), US-amerikanischer Filmeditor
- Joanna Cassidy (* 1945), US-amerikanische Schauspielerin
- John Cassidy (Basketballspieler) (* 1947), kanadischer Basketballspieler
- John Cassidy (Eisschnellläufer) (* 1952), kanadischer Eisschnellläufer
- Joseph Cassidy (Fußballspieler) (1872–??), schottischer Fußballspieler
- Joseph Cassidy (Bischof) (1933–2013), irischer Geistlicher
- Katie Cassidy (* 1986), US-amerikanische Schauspielerin und Sängerin
- Kíla Lord Cassidy (* 2009), britische Kinderdarstellerin
- Larry Cassidy (1953–2010), britischer Musiker
- Laurie Cassidy (1923–2010), englischer Fußballspieler
- Mark Cassidy (* 1985), irischer Radrennfahrer
- Michael Cassidy (Evangelist) (* 1936), südafrikanischer Evangelist und Gründer von African Entreprise
- Michael Cassidy (* 1983), US-amerikanischer Schauspieler
- Natalie Cassidy (* 1983), britische Schauspielerin
- Neal Cassady (1926–1968), US-amerikanische Inspiration in der Beat Generation
- Nick Cassidy (* 1994), neuseeländischer Autorennfahrer
- Orlagh Cassidy (* 1968), US-amerikanische Schauspielerin
- Patrick F. Cassidy (1915–1990), US-amerikanischer Generalleutnant
- Patrick Cassidy (Komponist) (* 1956), irischer Komponist
- Patrick Cassidy (Schauspieler) (* 1962), US-amerikanischer Schauspieler
- Patrick Cassidy (Drehbuchautor) (* 1973), US-amerikanischer Drehbuchautor und Produzent
- Philip Cassidy (* 1961), irischer Radrennfahrer
- Raffey Cassidy (* 2001), britische Nachwuchsschauspielerin
- Raquel Cassidy (* 1968), britische Schauspielerin
- Rick Cassidy (1943–2013), US-amerikanisches Model, Bodybuilder und Pornofilmdarsteller
- Ronald Cassidy (1939–2020), Radrennfahrer aus Trinidad und Tobago
- Samuel H. Cassidy (* 1950), US-amerikanischer Politiker
- Shaun Cassidy (* 1958), US-amerikanischer Popsänger, Schauspieler und Fernsehproduzent
- Sonya Cassidy (* 1987), britische Schauspielerin
- Ted Cassidy (1932–1979), US-amerikanischer Schauspieler
- Tommy Cassidy (1950–2024), nordirischer Fußballspieler und -trainer
- William A. Cassidy (1928–2020), US-amerikanischer Geologe
- William F. Cassidy (1908–2002), US-amerikanischer Generalleutnant

### Männlicher Vorname
- Cassidy Haley (* 1980), US-amerikanischer Sänger, Songwriter und Modedesigner

### Weiblicher Vorname
- Cassidy Freeman (* 1982), US-amerikanische Schauspielerin und Musikerin
- Cassidy Gifford (* 1993), US-amerikanische Schauspielerin
- Cassidy Gray (* 2001), kanadische Skirennläuferin
- Cassidy Horn (* 1989), US-amerikanische Umweltschützerin und Schauspielerin
- Cassidy Krug (* 1985), US-amerikanische Wasserspringerin
- Cassidy Pickrell (* 1994), US-amerikanische Volleyballspielerin